# Provinzen der Demokratischen Republik Kongo
Die Demokratische Republik Kongo ist in 25 Provinzen und einen Hauptstadtdistrikt, die Neutrale Stadt (frz. Ville neutre), gegliedert. Gemäß der neuen Verfassung vom Dezember 2005 sollte das Land in 25 Provinzen und die Stadt Kinshasa gegliedert werden. Die neue Gliederung wurde 2008 beschlossen und danach mehrmals verschoben und Mitte 2015 schließlich umgesetzt.

## Unterteilung
Die Provinzen gliedern sich in folgende Verwaltungseinheiten:
- 2. Ebene: Die Provinzen teilen sich in Territorien (Territoires) und Städte (Villes)
- 3. Ebene: Die Territorien unterteilen sich in Communes, Secteurs und/oder Chefferies
- 4. Ebene: Die Communes unterteilen sich in Quartiers und/oder Groupements incorporés, während sich die Secteurs und Chefferies jeweils in Groupements unterteilen
- 5. Ebene: Die Groupements unterteilen sich in Dörfer (Villages)

## Provinzen seit 2015

Provinzeinteilung seit 2015

| Nr. | Name           | Hauptstadt | Fläche      | bisherige Provinz (1988) |
| --- | -------------- | ---------- | ----------- | ------------------------ |
| 1   | Kinshasa       | Kinshasa   | 009.965 km² | unverändert              |
| 2   | Kongo Central  | Matadi     | 053.920 km² | Bas-Congo                |
| 3   | Kwango         | Kenge      | 089.974 km² | Bandundu                 |
| 4   | Kwilu          | Bandundu   | 078.219 km² | Bandundu                 |
| 5   | Mai-Ndombe     | Inongo     | 127.465 km² | Bandundu                 |
| 6   | Kasaï          | Luebo      | 093.784 km² | Kasai-Occidental         |
| 7   | Kasaï-Central  | Kananga    | 060.958 km² | Kasai-Occidental         |
| 8   | Kasaï-Oriental | Mbuji-Mayi | 009.481 km² | Kasaï-Oriental           |
| 9   | Lomami         | Kabinda    | 056.426 km² | Kasaï-Oriental           |
| 10  | Sankuru        | Lusambo    | 104.331 km² | Kasaï-Oriental           |
| 11  | Maniema        | Kindu      | 132.520 km² | unverändert              |
| 12  | Sud-Kivu       | Bukavu     | 065.070 km² | unverändert              |
| 13  | Nord-Kivu      | Goma       | 059.483 km² | unverändert              |
| 14  | Ituri          | Bunia      | 065.658 km² | Orientale                |
| 15  | Haut-Uele      | Isiro      | 089.683 km² | Orientale                |
| 16  | Tshopo         | Kisangani  | 199.567 km² | Orientale                |
| 17  | Bas-Uele       | Buta       | 148.331 km² | Orientale                |
| 18  | Nord-Ubangi    | Gbadolite  | 056.644 km² | Équateur                 |
| 19  | Mongala        | Lisala     | 058.141 km² | Équateur                 |
| 20  | Sud-Ubangi     | Gemena     | 051.648 km² | Équateur                 |
| 21  | Équateur       | Mbandaka   | 103.902 km² | Équateur                 |
| 22  | Tshuapa        | Boende     | 132.957 km² | Équateur                 |
| 23  | Tanganyika     | Kalemie    | 134.940 km² | Katanga                  |
| 24  | Haut-Lomami    | Kamina     | 108.204 km² | Katanga                  |
| 25  | Lualaba        | Kolwezi    | 121.308 km² | Katanga                  |
| 26  | Haut-Katanga   | Lubumbashi | 132.425 km² | Katanga                  |

## Provinzen 1988 bis 2015
| Nr. | Name             | Anmerkung           | Hauptstadt | Fläche      | Einwohner        | bisherige Provinz (1960)  |
| --- | ---------------- | ------------------- | ---------- | ----------- | ---------------- | ------------------------- |
| 1   | Bandundu         |                     | Bandundu   | 295.658 km² | 5.201.000 (1998) | Bas-Zaïre (Congo Central) |
| 2   | Bas-Congo        | bis 1997 Bas-Zaïre  | Matadi     | 053.920 km² | 2.835.000 (1998) | Bas-Zaïre (Congo Central) |
| 3   | Équateur         |                     | Mbandaka   | 403.292 km² | 4.820.000 (1998) | Équateur                  |
| 4   | Kasai-Occidental |                     | Kananga    | 154.742 km² | 3.337.000 (1998) | Kasaï                     |
| 5   | Kasaï-Oriental   |                     | Mbuji-Mayi | 170.302 km² | 6.108.000 (2007) | Kasaï                     |
| 6   | Katanga          | bis 1997 Shaba      | Lubumbashi | 496.871 km² | 4.125.000 (1998) | Shaba (Katanga)           |
| 7   | Kinshasa         | Hauptstadtdistrikt  | Kinshasa   | 09.965 km²  | 8.096.254 (2006) | Bas-Zaïre (Congo Central) |
| 8   | Maniema          |                     | Kindu      | 132.250 km² | 1.246.787 (1998) | Kivu                      |
| 9   | Nord-Kivu        |                     | Goma       | 059.483 km² | 5.619.321 (2009) | Kivu                      |
| 10  | Orientale        | bis 1997 Haut-Zaïre | Kisangani  | 503.239 km² | 5.566.000 (1998) | Haut-Zaïre (Orientale)    |
| 11  | Sud-Kivu         |                     | Bukavu     | 065.070 km² | 4.475.103 (2009) | Kivu                      |

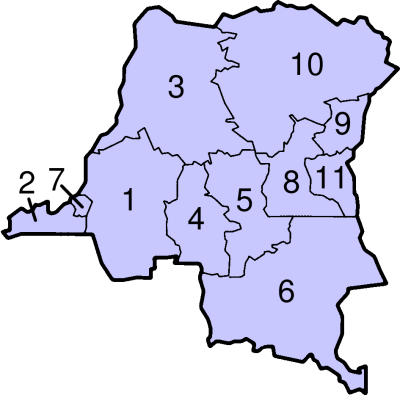
Provinzen der Demokratischen Republik Kongo seit 1997

Die Provinz Orientale wurde 1997 zuerst in Haut-Congo umbenannt, noch innerhalb desselben Jahres erhielt sie ihren jetzigen Namen.

## Provinzen 1960 bis 1988
Die Republik Kongo war bei ihrer Gründung administrativ in sechs Provinzen eingeteilt. Durch Gebietsreformen und Sezessionsbestrebungen änderte sich diese Gliederung.
| Nr. | Name          | Anmerkung                                                              | Hauptstadt                  | Fläche      | Einwohner        |
| --- | ------------- | ---------------------------------------------------------------------- | --------------------------- | ----------- | ---------------- |
| 1   | Équateur      |                                                                        | Coquilhatville (Mbandaka)   | 402.100 km² | 1.843.000 (1960) |
| 2   | Katanga       | vor der Sezessionserklärung Katanga nach der Wiedereingliederung Shaba | Elisabethville (Lubumbashi) | 497.000 km² | 1.744.000 (1960) |
| 3   | Kasaï         |                                                                        | Luluabourg (Kananga)        | 323.100 km² | 2.190.000 (1960) |
| 4   | Kivu          |                                                                        | Bukavu                      | 259.100 km² | 2.344.000 (1960) |
| 5   | Congo Central | ab 1971 Bas-Zaïre                                                      | Léopoldville (Kinshasa)     | 360.900 km² | 3.337.000 (1960) |
| 6   | Orientale     | ab 1971 Haut-Zaïre                                                     | Stanleyville (Kisangani)    | 503.200 km² | 2.525.000 (1960) |